# Wila
Wila (toponimo tedesco) è un comune svizzero di 1 947 abitanti del Canton Zurigo, nel distretto di Pfäffikon.

## Monumenti e luoghi d'interesse

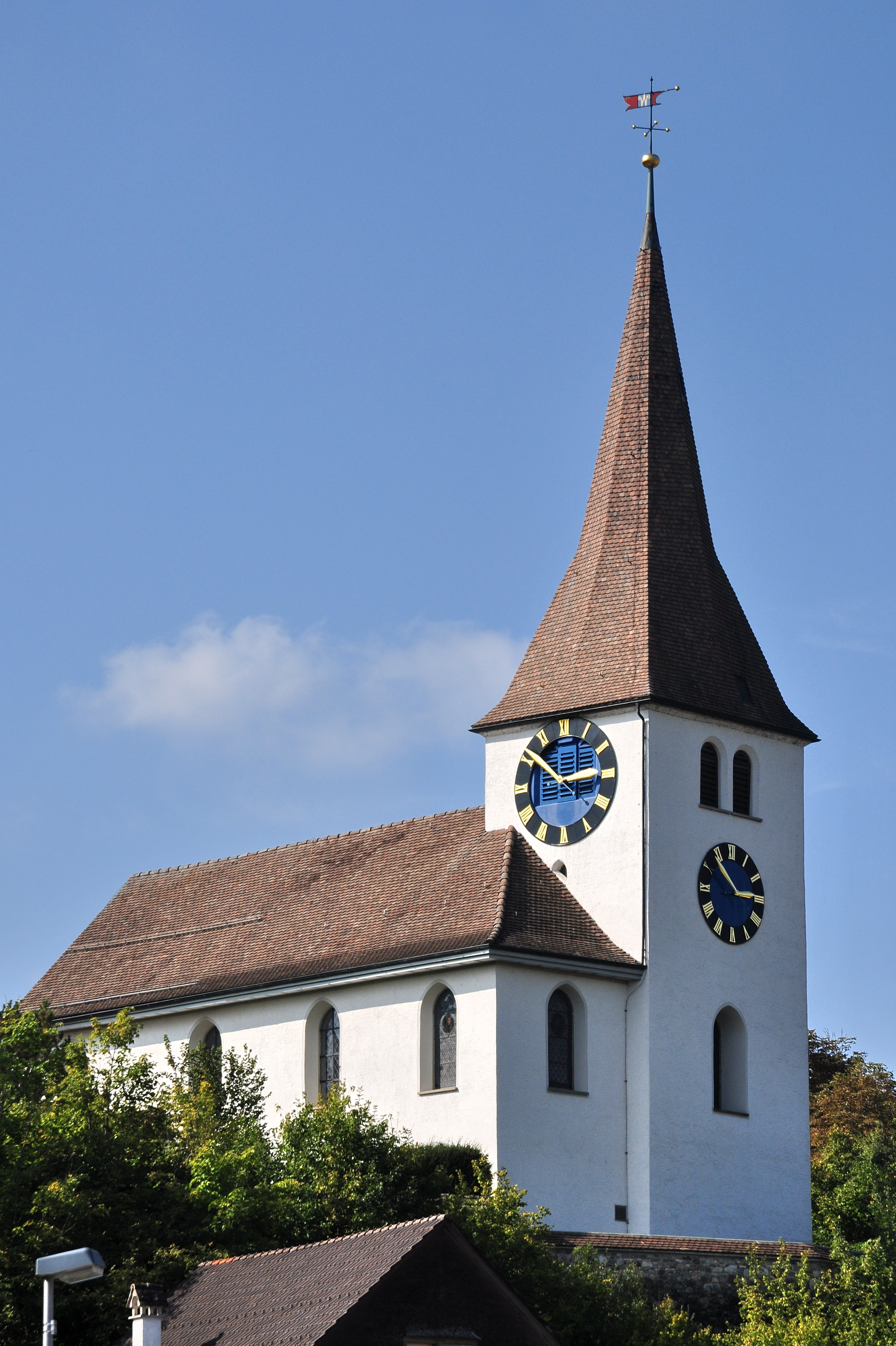
La chiesa riformata

- Chiesa riformata (già di Santa Maria), eretta nell'VIII-IX secolo[1].

## Società

### Evoluzione demografica
L'evoluzione demografica è riportata nella seguente tabella:
Abitanti censiti

## Infrastrutture e trasporti

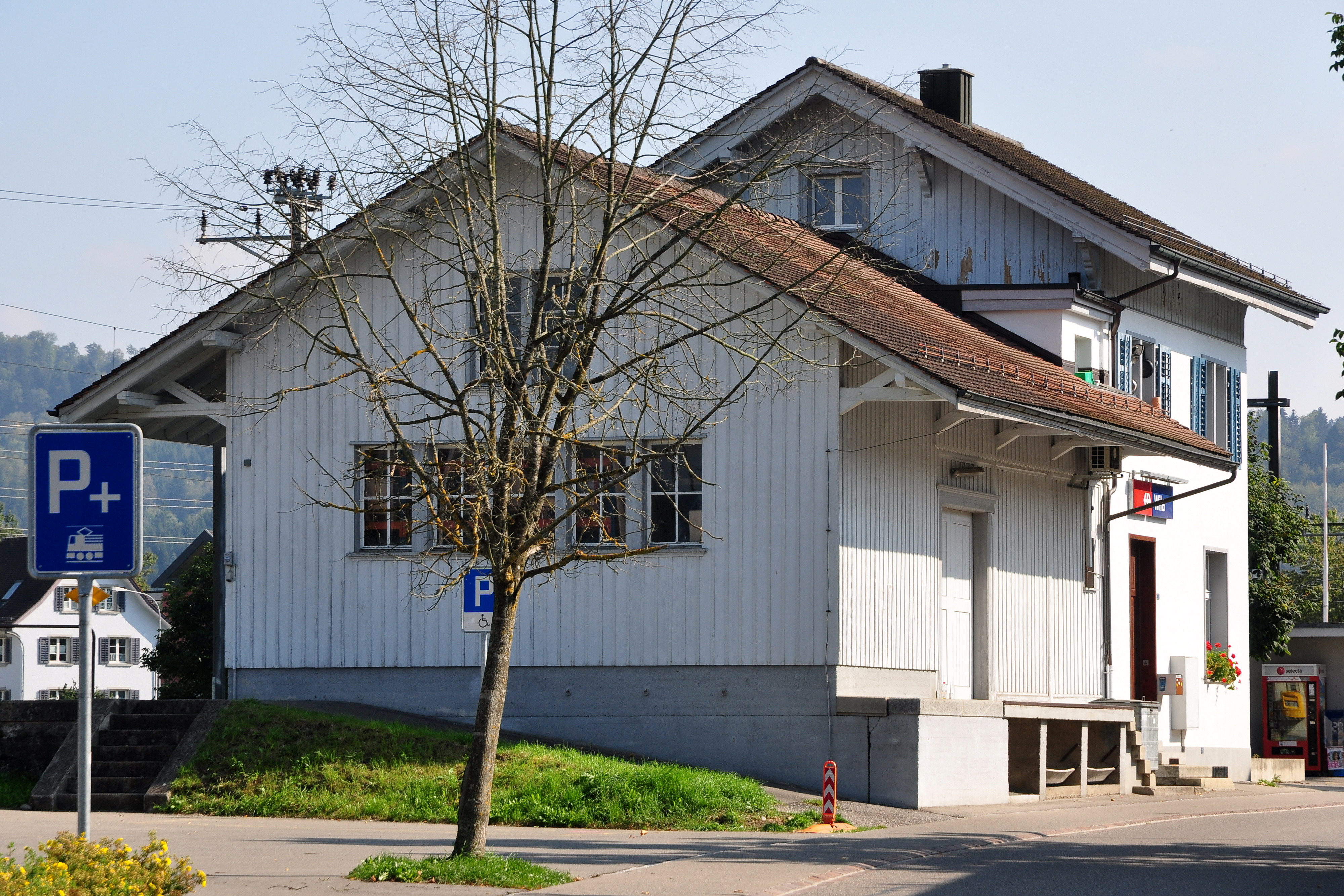
La stazione di Wila

Wila è servito dall'omonima stazione sulla Tösstalbahn (linea S26 della rete celere di Zurigo).

## Amministrazione
Ogni famiglia originaria del luogo fa parte del cosiddetto comune patriziale e ha la responsabilità della manutenzione di ogni bene ricadente all'interno dei confini del comune.